# فيصل بن أحمد
فيصل بن أحمد (مواليد 7 مارس 1973 في أريانة، تونس) هو لاعب كرة قدم تونسي دولي سابق كان يلعب كمدافع. اعتزل اللعب عام 2005 مع الجمعية الرياضية بأريانة. سبق له أن لعب في كأس العالم لكرة القدم مع منتخب بلاده. بدأ مسيرته الرياضية عام 1992 مع الجمعية الرياضية بأريانة.

## روابط خارجية
- فيصل بن أحمد على موقع الاتحاد الدولي (مؤرشف)  (الإنجليزية)
- فيصل بن أحمد على موقع قاعدة بيانات كرة القدم.إي يو (الإنجليزية)
- فيصل بن أحمد على موقع ناشيونال فوتبول تيمز (الإنجليزية)